# Å (SAB)
Å var förr ett signum i SAB som stod för kartor. Detta är numera borttaget och kartor finns på N för geografi.